# زوزانا فیالووا
زوزانا فیالووا (انگلیسی: Zuzana Fialová؛ ۱۷ مهٔ ۱۹۷۴ –) بازیگر و کارگردان اهل کشور اسلواکی است. وی از سال ۱۹۸۹ میلادی تاکنون مشغول فعالیت بوده‌است.
از فیلم‌ها یا برنامه‌های تلویزیونی که وی در آن نقش داشته‌است، می‌توان به لیدیتسه، عواقب، تدی خرسه اشاره کرد.